# Districtul Song Khwae
Song Khwae (în thailandeză สองแคว) este un district (Amphoe) din provincia Nan, Thailanda, cu o populație de 11.765 de locuitori și o suprafață de 544,364 km².

## Componență
Districtul este subdivizat în 3 subdistricte (tambon), care sunt subdivizate în 25 de sate (muban).
| Nr. | Nume         | În thailandeză | Sate | Locuitori |  |
| --- | ------------ | -------------- | ---- | --------- |  |
| 1.  | Na Rai Luang | นาไร่หลวง       | 10   | 5,693     |  |
| 2.  | Chon Daen    | ชนแดน          | 9    | 2,989     |  |
| 3.  | Yot          | ยอด            | 6    | 2,825     |  |